# 칠량면
칠량면(七良面)은 대한민국 전라남도 강진군에 위치한 면이다. 강진군의 해상 관문인 구강포 깊숙한 동편에 자리잡고 있다.

## 법정리
- 단월리	丹月里
- 동백리	冬栢里
- 명주리	明珠里
- 수동리	水洞里
- 봉황리	鳳凰里
- 삼흥리	三興里
- 송로리	松路里
- 송정리	松汀里
- 영동리	永東里
- 영복리	永福里
- 장계리	長溪里
- 현평리	峴坪里
- 흥학리	興鶴里

## 교육
- 칠량초등학교
- 칠량중학교

## 특산품
- 옹기
- 장미
- 버섯

## 문화재
- 엄결장군 묘 (도 기념물 제36호)
- 송정리 지석묘군 (도 기념물 제66호)
- 삼흥도요지 (도 기념물 제81호)